# Пён Бён Джу
Пён Бён Джу (кор. 변병주; 26 апреля 1961, Тэгу, Республика Корея) — южнокорейский футболист, играл на позиции нападающего. Выступал за национальную сборную Южной Кореи. По завершении игровой карьеры — футбольный тренер.

## Клубная карьера
Родился 26 апреля 1961 года в городе Тэгу. Занимался футболом в юношеской команде университета Йонсе.
Во взрослом футболе дебютировал в 1983 году выступлениями за команду клуба «Дэу Роялс», в котором провел шесть сезонов, приняв участие в 97 матчах чемпионата.
Завершил профессиональную игровую карьеру в клубе «Ульсан Хёндэ», за команду которого выступал в течение 1990—1991 годов.

## Выступления за сборную
В 1981 году дебютировал в официальных матчах в составе национальной сборной Южной Кореи. В течение карьеры в национальной команде, которая длилась 10 лет, провел в форме главной команды страны 74 матча, забив 11 голов.
В составе сборной был участником чемпионата мира 1986 года в Мексике, чемпионата мира 1990 года в Италии. На каждом из этих мировых первенств провёл по две игры на групповых этапах.

## Карьера тренера
Закончив выступления на футбольном поле, начал тренерскую работу. С 1993 года работал с женскими и университетскими командами.
В 2007 году возглавил тренерский штаб профессионального клуба «Тэгу», в котором проработал до 2009 года.